# Kreditor
En kreditor er en juridisk enhed (person eller organisation), der har et krav på en anden parts tjenester. Kravet kan være opstået på forskellige måder; det kan eksempelvis opstå ved långivning, ved salg af varer eller tjenesteydelser eller som følge af opståen af et erstatningskrav. Den part, der skylder en ydelse til kreditor, kalder ofte en debitor eller låntager. Hvis kreditor har fået fordringen overdraget fra en tidligere fordringshaver, kaldes denne kreditor for cessionar.
En kreditors krav kan have sikkerhed for at kravet opfyldes. Sådan sikkerhed kan være stillet i form af eksempelvis pant eller kaution. Et realkreditinstitut har til sikkerhed for sit lån til debitor (husejeren) sikkerhed i form af et pantebrev i den faste ejendom. 
Begrebet kreditor stammer fra begrebet kredit.